# Daniel Ducruet
Daniel Ducruet (* 27. November 1964 in Beausoleil) war von 1995 bis 1996 der Ehemann von Stéphanie von Monaco.

## Leben und Wirken
Der ehemalige Polizist lernte Stéphanie von Monaco 1991 kennen, während er als ihr Leibwächter beschäftigt war. Noch vor der Hochzeit kamen die gemeinsamen Kinder Louis (* 1992) und Pauline (* 1994) auf die Welt. 1996 wurde die Ehe geschieden, nachdem er bei einem von Paparazzi eingefädelten Flirt im Swimmingpool mit der nackten belgischen Stripperin Fili Houteman erwischt und die Fotos weltweit in der Sensationspresse veröffentlicht worden waren. Aus einer früheren Beziehung hat er noch einen weiteren Sohn.
2001 und 2002 veröffentlichte er die Singles Pourquoi pas und Jamais personne ... au nom de toi. 2007 geriet er in die Schlagzeilen, als er in einer französischen Fernsehsendung zu Gast war, in der über Paparazzi diskutiert wurde. Als er sich im Diskussionsverlauf von einem ebenfalls als Gast eingeladenen Paparazzo provoziert fühlte, kam es zu einer Schlägerei vor laufender Kamera.